# Gare de La Rivière-de-Mansac
Gare de La Rivière-de-Mansac vasútállomás Franciaországban, Mansac településen.

## Vasútvonalak
Az állomást az alábbi vasútvonalak érintik:
- Coutras-Tulle-vasútvonal

## Kapcsolódó állomások
A vasútállomáshoz az alábbi állomások vannak a legközelebb:
- Gare de Terrasson-Lavilledieu
- Gare de Larche
- Gare de Brive-la-Gaillarde